# The Warrant
The Warrant est un film muet américain réalisé par Joseph A. Golden et sorti en 1911.

## Fiche technique
- Réalisation : Joseph A. Golden
- Production : William Selig
- Durée : 10 minutes
- Date de sortie :  États-Unis : 18 juillet 1911

## Distribution
- Otis Thayer : le sheriff
- Virginia True Boardman
- Gertrude Bondhill
- William Duncan
- True Boardman
- Miles McCarthy
- Lillian Leighton
- Rex De Rosselli
- Louis Fierce